# Ligne de Patras à Pyrgos
La ligne de Patras à Pyrgos est une ligne ferroviaire principale à voie unique et à écartement métrique reliant la ville de Patras à celle de Pyrgos de la Grèce-Occidentale dans l'ouest du Péloponnèse.
Elle n'est exploitée que dans sa partie nord pour le service de train de banlieue de Patras.

## Historique
En mai 1887, le gouvernement grec et la Compagnie des chemins de fer Le Pirée - Athènes - Péloponnèse (SPAP) ont signé un contrat selon lequel ils cédaient la construction et le développement de la ligne de Patras à Pyrgos à la Compagnie des travaux privés et publics et à la Compagnie du gaz du Pirée. Les SPAP ont maintenu le droit de la racheter dans un délai de quatre ans. Un an après le début des travaux il s'est avéré que les concessionnaires ne pourraient achever l'œuvre. Ainsi, en octobre 1889, les SPAP a entrepris l'achèvement de la ligne en la rachetant.
Chronologie d'ouvertures :
- 15 décembre 1888 : Patras - Achaia (20,5 km)
- 28 mai 1889 : Achaia - Varda (23,4 km)
- 20 août 1889 : Varda - Lechéna (13,9 km)
- 28 décembre 1889 : Lechéna - Amaliada (19,6 km)
- 29 mars 1890 : Amaliada - Pyrgos (21,3 km)

## Caractéristiques
La ligne après avoir traversé la banlieue ouest de Patras à une vitesse réduite de 30 km/h en raison de l'existence de nombreuses passages à niveau, se lance dans les plaines de l'Achaïe et de l'Élide où sa vitesse maximale s'élève à 90 km/h. Au kilomètre 64+600 se situe la gare de Kavassila qui, jusqu'en 1997, donnait correspondance à la ligne secondaire vers Kyllini. Elle passe ensuite sous l'E55 pour atteindre la seconde ville plus peuplée d'Élide, Amaliáda, puis elle passe encore une fois sous l'E55 avant d'arriver à la ville de Pyrgos. Juste avant la gare, se situe le triangle de retournement qui donne aussi accès à la ligne de Pyrgos à Katakolon.
La ligne desservait dix-sept gares, y compris celles en ses extrémités de Patras et de Pyrgos, ainsi que plusieurs haltes. Toutes ces gares possèdent une voie d'évitement pour le croisement de trains. De nos jours, elles sont presque toutes fermées et désaffectées, une grande partie de la ligne étant sans trafic régulier depuis fin janvier 2011, excepté le petit tronçon d'un kilomètre entre Patras et Aghios Andréas qui est desservi par le service de train de banlieue de Patras.
Depuis 2020, ce service est étendu sur 15,1 km jusqu'à Kaminia (en).
En ce qui concerne la signalisation, cette ligne comme la plupart du réseau de Péloponnèse en est privé. Seulement dans le complexe ferroviaire de Patras et dans la gare de Pyrgos sont installés de signaux mécaniques.

## Exploitation
Jusqu'en 2008 la ligne était parcourue par plusieurs trains voyageurs, et parfois par de trains fret. À titre indicatif en 2007 il y avait 8 allers-retours de trains voyageurs dont 3 InterCity, réduits progressivement en août 2009 à 3 allers-retours dont 1 Intercity et finalement en 2010 à deux trains omnibus qui circulaient jusqu'au 29 janvier 2011 où tout le trafic a été suspendu. En dehors du service de train de banlieue de Patras, seuls des trains de travaux (bourreuses, régaleuses, draisines et grues) ou des HLP circulent périodiquement sur la ligne surtout pour l'échange du matériel roulant entre les dépôts de Patras et de Pyrgos.